# Шахтинск
Ша́хтинск (местн. Шахти́нск, каз. Шахтинск) — город спутник, находящийся в Карагандинской области Казахстана.
Город расположен в 28 км к западу от железнодорожной станции Карабас (на линии Караганда — Мойынты), в 50 км к юго-западу от Караганды на берегу одного из притоков Нуры — Тентеке.
Территория города равна 20 км². В состав городской администрации также входят 3 посёлка: Шахан, Новодолинский и Долинка.
Основные реки региона: Шерубай-Нура, Тентек, имеется озеро Сасык-Куль.

## История
Город образован в 1961 году. Ранее это был рабочий посёлок под названием Тентек, который возник в 1955 году. Возникновение посёлка связано с освоением Тентекского месторождения высококачественных коксующихся углей. Открытие залежей углей Тентекского месторождения состоялось в 1949 году. Геологами Ц. М. Фишманом и Л. Ф. Думлером в районе речки Тентек на глубине 250 м были обнаружены 40 пластов суммарной мощностью 4,5 миллиардов тонн.

### Хронология истории города
- 1949 г., декабрь — вскрытие угольного пласта Д6 Тентекского месторождения.
- 1955 г. — основание посёлка Тентек.
- 1958 г., 28 августа — Совет Министров СССР принял постановление «О создании угольной базы Карагандинского металлургического завода».
- 1958 г., 6 ноября — закладка шахты № 1 «Тентекская-Наклонная».
- 1959 г., май — создание треста «Тентекшахтострой».
- 1959 г., лето — открытие городской больницы, поликлиники и станции скорой помощи.
- 1959 г., август — открытие первого магазина на ул. Торговая.
- 1959 г., сентябрь — открытие первой школы барачного типа.
- 1960-61 гг. — начало строительства первых 5-этажных домов («хрущёвок»), открылась первая библиотека при тресте.
- 1960 г. — в пос. Шахан открыта средняя школа № 12.
- 1960 г., весна — открытие летнего кинотеатра.
- 1960 г., лето — постройка средней школы (СШ) № 5 (ныне МУПК) и закладка парка.
- 1960 г., декабрь — сдача в эксплуатацию шахты № 1/2 «Тентекская-Вертикальная».
- 1961 г. — был образован городской отдел народного образования (ГорОНО), открылись кинотеатр «Восток-2» и Дом пионеров и школьников со станцией юных техников.
- 1961 г., 15 августа — Указом Президиума Верховного Совета Казахской ССР пос. Тентек преобразован в город Шахтинск.
- 1961 г., 15 октября — состоялись первые выборы в городской совет депутатов.
- 1962 г. — Советом Министров Казахской ССР утверждён первый проект планировки города, а также вступили в строй СШ № 1 в Шахтинске и СШ № 14 в Шахане.
- 1962 г. — в пос. Шахан сдана в эксплуатацию шахта «Молодёжная»[6] и открыт кинотеатр «Спутник».
- 1963 г. — сдана в эксплуатацию шахта «Шаханская», открыта СШ № 4 в пос. Долинка и музыкальная школа в Шахтинске (в переоборудованном здании бывшего общежития СУ).
- 1964 г. — начали работу домостроительный комбинат (ДСК), пассажирское автотранспортное предприятие (ПАТП), шахта «Степная» и шахта № 3 «Тентекская», кроме того открыты СШ № 2 в Шахане, СШ № 9 в Шахтинске и СШ № 11 в Новодолинске, основан Шахтинский горно-строительный техникум, пущена Тентекская ТЭЦ[7].
- 1965 г., сентябрь — введён в строй кинотеатр «Юность» в Шахтинске.
- 1966 г. — вступили в строй комбинат бытового обслуживания (КБО) «Молодость» и СШ № 7 в Шахтинске.
- 1967 г. — открылись СШ № 3 и ДКГ с массовой профсоюзной библиотекой в Шахтинске, а также открылась музыкальная школа в Шахане, а в Шахтинске музыкальная школа получила новое, прекрасное здание. В пос. Долинка клуб им. Кирова преобразован в кинотеатр.
- 1968 г. — шахты № 1/2 «Тентекская-Наклонная» и шахта № 3 «Тентекская» объединены в одну шахту им. В. И. Ленина. Открылось ГПТУ-168
- 1969 г. — вступил в строй КБО «Радуга», начала работу шахта «Казахстанская» и открылась СШ № 6 в Шахтинске.
- 1969 г., 28 июля — Советом Министров Казахской ССР был принят новый генеральный план развития города.
- 1970 г. — начало работу автотранспортное предприятие (АТП) — грузовые перевозки и открылась массовая библиотека № 5 в Шахтинске.
- 1971 г. — открылась детская библиотека № 2 в Шахтинске.
- 1972 г. — открылась СШ № 13 в Шахтинске.
- 1973 г. — построена и вошла в строй шахта «Шахтинская»[8], а также стала работать массовая библиотека № 6 в Шахтинске.
- 1974 г. — на базе трёх электромеханических мастерских Шахтинска, Абая и Сарани создан завод НОММ, а также пущена в строй 1-я очередь завода СМС[9].
- 1975 г. — пущена в строй 2-я очередь завода СМС[9] и открылись детская библиотека № 2 в Шахане, массовая библиотека № 7 и детская библиотека № 3 в Шахтинске.
- 1976 г. — все государственные (11 массовых и 6 детских) библиотеки объединены в единую централизованную библиотечную систему (ЦБС).
- 1979 г. — вступила в строй шахта «Тентекская»[10].
- 1977 г., 10 февраля — по Постановлению ЦК КПСС, Совета Министров СССР, ВЦСПС и ЦК ВЛКСМ № 125 Шахтинску присуждено переходящее Красное знамя за достижение наивысших результатов во Всесоюзном социалистическом соревновании.
- 1975-80-й гг. — введение в эксплуатацию 5 магазинов, 6 столовых, Медико-санитарной части (МСЧ), нового автовокзала, телефонной станции АТС-7.
- Конец 1970-х годов — активная застройка существующих микрорайонов города.
- Начало 1980-х годов — строительство нового 26-го микрорайона и Центра-3, шахтёрского профилактория «Рассвет», новых детсадов.
- 1980 г. — шахты «Шаханская» и «Степная» объединены в одну шахту.
- 1981 г. — открытие кинотеатра «Арман», СШ № 5 в Шахтинске и введение звания «Почётный гражданин города».
- 1989 г. — открытие нового здания роддома и женской консультации, начало работы гормолзавода.
- 1990 г. — начала работу СШ № 15 в Шахтинске.
- 1991 г. — центральная улица (им. Ленина) города переименована в проспект им. Абая Кунанбаева.
- 1995 г. — передача 5 шахт («Казахстанская», «Шахтинская», «Тентекская», «Молодёжная», им. Ленина), завода НОММ и ряда других предприятий в собственность АО «Испат-Кармет».
- 1996 г. — открытие при Обществе Красного креста и Красного полумесяца Центра гуманитарного воспитания и медико-санитарной помощи.
- 1997-98 гг. — массовый отток населения из города и разрушение многих жилых домов, промышленных и социальных объектов.
- 1999 г. — преобразование Шахтинского Центра крови (единственный в Казахстане производящий сухую плазму крови) в филиал областного Центра.
- 2000 г. — открытие новой торговой сети «Тентек» и малого нефтеперерабатывающего завода.
- 2007 г., 30 августа — проведение в городе областного юбилейного (60 лет) праздника Дня Шахтёра, совпавшего с Днём города, и связанное с ним открытие восстановленного городского стадиона.

## География

### Климат
Климат в Шахтинске как и во всём Северном и Центральном Казахстане резко континентальный с суровыми зимами, умеренно жарким летом и небольшим годовым количеством осадков. Летом за городом выгорает растительность, а зимой нередки метели и бураны, хотя зимы относительно малоснежные.
- Среднегодовая температура — +3,6 °C
- Среднегодовые осадки — 332 мм.
- Среднегодовая влажность воздуха — 65 %.
- Среднегодовая скорость ветра — 3,8 м/c.

| Показатель                    | Янв.  | Фев.  | Март  | Апр. | Май  | Июнь | Июль | Авг. | Сен. | Окт.  | Нояб. | Дек.  | Год   |
| ----------------------------- | ----- | ----- | ----- | ---- | ---- | ---- | ---- | ---- | ---- | ----- | ----- | ----- | ----- |
| Абсолютный максимум, °C       | 6,2   | 6     | 22,1  | 30,6 | 35,6 | 39,1 | 39,6 | 40,2 | 37,4 | 27,6  | 18,9  | 11,5  | 40,2  |
| Средний суточный максимум, °C | −8,7  | −7,7  | −1,4  | 12   | 20,1 | 25,6 | 26,8 | 25,4 | 19,2 | 10,5  | −0,2  | −6,8  | 9,6   |
| Средняя температура, °C       | −12,9 | −12,7 | −6,2  | 5,6  | 13,3 | 18,9 | 20,4 | 18,6 | 12,2 | 4,4   | −4,8  | −11   | 3,8   |
| Средний суточный минимум, °C  | −17,1 | −17,2 | −10,4 | 0,1  | 6,9  | 12,3 | 14,3 | 12,3 | 6,1  | −0,3  | −8,6  | −15,1 | −1,4  |
| Абсолютный минимум, °C        | −41,7 | −41   | −34,7 | −24  | −9,5 | −2,3 | 1,7  | −0,8 | −7,4 | −19,3 | −38   | −42,9 | −42,9 |
| Норма осадков, мм             | 21    | 19    | 18    | 22   | 36   | 36   | 41   | 28   | 22   | 35    | 27    | 22    | 332   |
| Источник: «Погода и климат»   |       |       |       |      |      |      |      |      |      |       |       |       |       |

## Населённые пункты
- Город Шахтинск.
- Посёлок Шахан.
- Посёлок Новодолинский.
- Посёлок Долинка.
- Посёлок Северо-Западный.
- Посёлок Восьмидомики.
- СНТ Шахтёр.
- СНТ Маяк.
- СНТ Надежда.
- СНТ Геолог.
- СНТ Цветущий Сад.
- СНТ Автомобилист.
- СНТ ГРП.
- СНТ Эдельвейс.
- СНТ Армет.
- СНТ Энтузиаст.
- Совхоз Шахтинский.

## Население
Национальный состав (включая населённые пункты, подчинённые городской администрации; на начало 2019 года):
- русские — 30 060 чел. (52,59 %)
- казахи — 15 228 чел. (26,64 %)
- украинцы — 2731 чел. (4,78 %)
- татары — 2742 чел. (4,80 %)
- немцы — 2146 чел. (3,75 %)
- белорусы — 1128 чел. (1,97 %)
- корейцы — 575 чел. (1,01 %)
- башкиры — 423 чел. (0,74 %)
- азербайджанцы — 255 чел. (0,45 %)
- поляки — 216 чел. (0,38 %)
- мордва — 182 чел. (0,32 %)
- чуваши — 175 чел. (0,31 %)
- чеченцы — 160 чел. (0,28 %)
- литовцы — 138 чел. (0,24 %)
- узбеки — 140 чел. (0,24 %)
- молдаване — 114 чел. (0,20 %)
- греки — 28 чел. (0,05 %)
- другие — 721 чел. (1,26 %)
- Всего — 57 162 чел. (100,00 %)

Численность населения города с подчинёнными посёлками составляла: 57 162 чел.
| Численность населения Шахтинска | Численность населения Шахтинска | Численность населения Шахтинска | Численность населения Шахтинска | Численность населения Шахтинска |
| 1970                            | 1989                            | 1999                            | 2009                            | 2019                            |
| ------------------------------- | ------------------------------- | ------------------------------- | ------------------------------- | ------------------------------- |
| 71 243                          | ↗96 654                         | ↘66 593                         | ↘56 001                         | ↘37 653                         |

В настоящее время в посёлках проживают 19,2 тыс. человек, в городе — 37,8 тыс. человек.

## Экономика
Основными градообразующими предприятиями Шахтинского региона являются предприятия АО «АрселорМиттал Темиртау» (угледобывающие шахты «Казахстанская», «Шахтинская», «Тентекская», имени Ленина), завод нестандартного оборудования и средств малой механизации (НОММ), МТК, которые находятся за чертой города и не оказывают влияния на экологическую обстановку региона. В советское время, наряду с другими предприятиями региона, они входили в состав Производственного объединения «Карагандауголь».
Для продовольственного обслуживания шахтёров работает совхоз-подхоз «Шахтинский» (ныне не существует).
Предприятия крупного бизнеса:
- ТОО «Апрель Кулагер» бывший Шахтинский филиал ЗАО «Кулагер» (колбасная продукция и копчёности).

Социально-экономическому развитию региона способствует предприятия малого и среднего бизнеса. Основная часть их занята в торгово-посреднической сфере, но постепенно происходит переориентация из торгово-посреднической в производственную сферу. В частности, развивается пищевая промышленность, которая представлена такими предприятиями, как ТОО «Апрель Кулагер», ТОО «Ас-Екен».
Для обслуживания населения по приёму и выдаче различной документации в здании бывшего общежития Профессиональной школы № 7 на центральной улице открылся Центр обслуживания населения (ЦОН), в котором разместились также Управление юстиции, ЗАГС и другие подобные учреждения.
Также более 1,3% бюджету города приносит туризм.

## Культура
Учреждения образования
- Технологический техникум, ныне технологический колледж. Основан в 1964 году как вечерний горно-строительный техникум, преобразованный в технологический в 1976 году. В нём обучают по следующим специальностям: «правоведение», «экономика», «бухгалтерский учёт и аудит», «техническое обслуживание и ремонт радиоэлектронной техники», «переводческое дело». С 2002 года осуществляется подготовка и на государственном (казахском) языке.
- Горно-индустриальный колледж[13] (ранее ПТШ-7, СПТУ-7) (ул. Московская, 30). Открыт в 1968 как ГПТУ-168. Готовит кадры для угольной промышленности Карагандинской области по таким специальностям, как электрослесарь подземный со смежной специализацией — машинист горно-выемочных машин, электросварщик ручной сварки. В 1977 году присвоено звание «Лучшее горное училище» Госкомпрофобра и Минуглепрома СССР.
- СПТУ-10. Открыто в 1963 году как ГПТУ-40. Готовило кадры по 11 специальностям строительного профиля. В настоящее время ликвидировано.
- Школа-Гимназия № 1. Открыта в 1962 году. Обучение на русском языке с 0 по 11 класс. В школе расположен исторический музей города Шахтинска
- Средняя общеобразовательная школа № 3.
- Гимназия № 5.
- Средняя общеобразовательная школа № 6.
- Средняя общеобразовательная школа № 7 (в настоящее время школа № 16).
- Средняя общеобразовательная школа № 9.
- Средняя общеобразовательная школа № 13 (в настоящее время ликвидирована).
- Средняя общеобразовательная школа № 15 (в настоящее время школа № 7).
- Межшкольный учебно-производственный комбинат (МУПК).
- Детская музыкальная школа.
- Детская художественная школа имени Аубакира Исмаилова.
- Школа-лицей № 16

Также в городе работают детские дошкольные учреждения (прогимназия «Снегурочка», ясли-сад «Карлыгаш», детские сады «Салтанат», «Ботагоз» и «Еркетай»), центр детского и юношеского творчества (бывший дом пионеров и школьников и станция юных техников), дом культуры горняков (ДКГ), Шахтинская централизованная библиотечная система (ЦБС). Имелись кинотеатры «Восток», «Юность» и «Арман» (в настоящее время перепрофилированы: «Восток» — в новоапостольскую церковь, а «Юность» и «Арман» — в рестораны).

### Краеведческие издания
- Дильмухамедов, Е.Д. Из истории горной промышленности Казахстана/ Е.Д. Дильмухамедов. – А-А : Казахстан, 1975.
- Прянишников, Д.Н. Учение об удобрении / Д.Н. Прянишников. – Изд. 5-е. : Госиздат, 1922.
- Дильмухамедов, Е.Д. Из истории горной промышленности Казахстана / Е.Д. Дильмухамедов. – А-А : Казахстан, 1975.
- Попов Ю. Г. Новосёлы Долинской волости//Попов, Ю.Г. С берегов Волги на берега Нуры : историко-краеведческие заметки о переселении немецких крестьян в степи Сарыарки до 1917 года / Ю.Г. Попов.- Караганда: Форма Плюс, 2014.
- Лукин Р.Д. Устные упражнения по алгебре и началам анализа: кн. для учителя / Лукин Р.Д., Лукина Т.К., Якунина М.С.- М.: Просвещение, 1989.
- Молодость Караганды: рассказы шахтёров Карагандинского угольного бассейна.- М.: Углетехиздат, 1949.
- Дрижд Н. А. Совершенствование работ на поверхности шахты.— Алма-Ата:  Казахстан, 1986.
- Каркаралинск, Каркаралы, Каркара... Ярмарка в Куяндах: повести//Брагин А. Повести о трёх городах.-Алма-Ата: Жазушы, 1989.-С.
- Краткая история развития бассейна. Шахты Караджаро-Шаханского участка / авт. Н.А. Дрижд, С.К. Баймухаметов, В.А. Тоблер [ и др.]//Карагандинский угольный бассейн.- 1990.
- Карагандинский бассейн: пособие для учителя//Андреев Б.И., Кравченко Д.В. Каменноугольные бассейны СССР.- М.: Учпедгиз, 1958.
- Шахтинск – город шахтёрской судьбы (к 50 летию города) //Шахтинск - кеншілер тағдарының қаласы (Қаланың 50 жылдығына арналады). - Шахтинск,  2011.
- Фёдор Тимофеевич Серов": памятка.- Шахтинск, 2011.-(Серия "Поэты шахтёрского края").
- "Вера Сандрацких": памятка.- Шахтинск, 2011.-(Серия "Поэты шахтёрского края").
- "Марат Искаков": памятка.- Шахтинск, 2011.-(Серия "Поэты шахтёрского края").
- "Дрокин Николай Николаевич": памятка.- Шахтинск, 2011.-(Серия "Поэты шахтёрского края").
- Дрокин Н.Н. Поэт шахтёрского края: стихи/Н.Н.Дрокин.-Шахтинск,2011.
- Почётные граждане города Шахтинска: биобиблиографич. указатель.- Шахтинск, 2011.
- Опалённые войной: буклет. - Шахтинск, 2010.
- Афганистан болит в моей душе: биобиблиографич. указатель. - Шахтинск, 2012.
- Опалённые войной: Биобиблиографическое пособие. – Шахтинск, 2015.
- Караганда. Карагандинская область. Шахтинский регион: печатный краеведческий каталог.- Шахтинск: ЦГБ им. Бухар Жырау, 2017
- Почётные граждане города Шахтинска: Биобиблиографич. указатель, изд. 2-е перераб. и доп. - Шахтинск, 2019.
- Гордимся  вами, наши земляки!: библиограф. пособие.- Шахан, 2019.
- Афганистан болит в моей душе: биобиблиографич. указатель, изд. 2-е перераб. и доп. - Шахтинск, 2019
- Шахтинск аймағының басшылары 1961-2018 жж.: Биографиялық анықтамалық =Руководители Шахтинского региона 1961-2018 гг.: Биографический справочник. - Шахтинск, 2019.
- Үлкен соғыстың кішкентай батырлары = Маленькие герои большой войны [Мәтін] : биобиблиографическое пособие / Шахтинск қаласы әкімдігі мәдениет және тілдері дамыту бөлімінің "Шахтинск қаласының орталықтандырылғае кітапхана жүйесі" КММ. – Шахтинск : ТОО Фарос Графикс, 2020.
- Как это начиналось:  Гапеевская геологоразведочная  экспедиция,  п. Северо-Западный: библиографическое  пособие.- Шахтинск, 2021.
- Шахтинск-сүйікті қалам. Шахтинск – любимый город: иллюстрированная энциклопедия. -Нур-Султан: Big Dream Lab, 2021.

## Средства массовой информации

### Газеты и журналы
- газета «Шахтинский вестник»
- газета «Карагандинский Меридиан»
- газета «Gold Business Kazakhstan» (республиканская газета)
- газета «Конкретика.kz»
- газета «eKaraganda»
- Индустриальная Караганда (государственная областная информационная газета на русском языке)
- Орталык Казахстан (государственная областная информационная газета на казахском языке)
- газета «Авитрек-Регион»
- газета «Новый Вестник»
- газета «Вести Сары-Арки»
- газета «Вся Караганда»
- газета «Взгляд на события»
- газета «Вечерняя Караганда»
- газета «Спутник»
- газета «Автомобилист»
- журнал «Доброго здоровья»
- газета «Ярмарка»
- газета «Недвижимость»
- газета «Пенсионер»

### Местное телевидение
В Шахтинске вещают 12 телеканалов, 5 из них региональных:
- АО КФ РТРК «SARYARQA» (ранее — «Казахстан Караганда»)
- «5 канал» вещает с 8 февраля 1994 года (Изначально «Интер-Караганда», «ИКАР» позже был переименован).
- «Хабар 24»
- «Первый канал Евразия»
- «Хабар»
- «НТК»
- «ТВОЁ ТВ» (региональный темиртауский телеканал, ранее «TV29»)
- «КТК»
- «Новое телевидение» (с 2003 до 2009 года вещал под брендом «Телекомпания АРТ»)
- ТРК «Первый Карагандинский» (ранее — «Телевидение Караганды с 2004 года») (работает с 31 каналом)
- Astana TV
- 7 канал

### Цифровое и эфирное телевидение
- Пакет телеканалов DVB-T2 Первый мультиплекс Казахстана включает: 01 «Qazaqstan», 02 «Хабар», 03 «Хабар 24», 04 «Balapan», 05 «Kazakh TV», 06 «QazSport», 07 «Первый канал «Евразия»», 08 «Астана-ТВ», 09 «КТК», 10 «Мир» (Казахстан).
- Пакет телеканалов DVB-T2 Второй мультиплекс Казахстана включает: 11 «НТК», 12 «7 канал», 13 «31 канал», 14 «СТВ», 15 «Алматы-ТВ», 16 «ТАН», 17 «MuzLife», 18 «Gakku TV», 19 «Асыл Арна», 20 «MuzzOne», 21 «ТДК-42».
- Пакет телеканалов DVB-T2 Третий мультиплекс Казахстана включает: 22 «Жетісу», 23 «Новое телевидение», 24 «Твоё ТВ».

### Радиостанции
- 100,5 FM — «Ретро FM Казахстан» (региональное отделение радио Ретро FM Kazakhstan)
- 101,2 FM — «Новое Радио» («Жаңа FM») (с 15 сентября 2017 года) (собственное вещание, RDS присутствует)
- 102,3 FM — «Радио Шалқар» (региональное отделение)
- 102,8 FM — «Русское радио Азия» (региональное отделение радио Русское радио Азия)
- 103,4 FM — «Казахское радио» (региональное отделение)
- 104,0 FM — «Europa plus Казахстан» (региональное отделение радио Europa plus Kazakhstan)
- 104,4 FM — «Радио Дача» (региональное отделение радио Радио Дача Алматы)
- 104,8 FM — «Love радио-Караганда» (региональное отделение Love радио-Алматы, ранее Радио 31)
- 105,6 FM — «Радио NS-Караганда» (региональное отделение радио NS-Алматы)
- 106,3 FM — «Авторадио Казахстан» (региональное отделение)
- 106,7 FM — «Жұлдыз FM» (региональное отделение)
- 107,0 FM — «Наше Радио» (переименовано «Как бы радио» с 2018)
- 107,7 FM — «Дала FM» (региональное отделение DALA FM Казахстан)

### Интернет-издания
- «На РАЙоне - Шахтинск»
- «Dearmin Blog» (Шахтинск вести)

## Спорт
В Шахтинске работают детско-юношеская спортивная школа (ДЮСШ), спортивный зал тяжёлой атлетики при ДКГ, которым многие годы руководит заслуженный тренер СССР Снегуров, который воспитал олимпийского чемпиона Московской Олимпиады-80 по тяжёлой атлетике Виктора Мазина.
После долгого перерыва был реконструирован городской стадион, открытие которого состоялось на День шахтёра и города 30 августа 2007 года. Это событие ознаменовалось товарищеским матчем по футболу между местной шахтёрской сборной командой и сборной ветеранов СССР.

## Политика
В регионе функционируют представительства политических партий: шахтинское представительство «Нур Отан» и демократической партии «Ак жол», 8 общественных объединений, 5 национально-культурных центров.
17 общественных объединений, 2 представительства политических партии.

## Религия
В Шахтинске на настоящий момент функционируют следующие религиозные учреждения:мечеть,католическая церковь Рождества Пресвятой Богородицы,Дом молитвы всех народов, Церковь адвентистов 7-го дня, Новоапостольская церковь, ХЦПЕ «Слово Жизни», Церковь «Новая Жизнь», христианская община Свидетелей Иеговы
Русская православная церковь
- Храм в честь иконы Божией Матери «Скоропослушница»[14]

## Люди, связанные с городом
- Вита́лий Серге́евич Абра́мов — Футболист
- Аксёнов Евгений Владимирович — Российский актёр
- Анато́лий Ильи́ч Александро́в — Российский боксёр
- Фёдор Васи́льевич Кузьми́н — Герой Российской Федерации
- Валерия Юрьевна Лазинская — Российская спортсменка
- Райнгольд Эмильянович Литман — Герой Социалистического Труда
- Виктор Иванович Мазин —  Советский тяжелоатлет
- Андреас Александрович Маурер — немецкий политик и преступник
- Юрий Пикалов — Принял участие в Афганской кампании
- Ирина Ивановна Плешакова — Заслуженный мастер спорта СССР
- Михаил Сергеевич Пономарёв —  советский лётчик истребительной авиации
- Александра Валерьевна Романова —  Казахстанская легкоатлетка
- Ротарь Василий Яковлевич — Герой Социалистического Труда
- Ерме́к Се́риков — Боксёр

## Главы
Все главы Шахтинска

### Список первых секретарей Шахтинского городского комитета Коммунистической партии Казахстана
| № п/п | Фамилия, имя, отчество         | Годы работы             |
| ----- | ------------------------------ | ----------------------- |
| 1     | Яковлев Владимир Васильевич    | 29.08.1961 - 21.07.1970 |
| 2     | Вдовин Александр Дмитриевич    | 21.07.1970 - 09.12.1975 |
| 3     | Подживотов Владимир Петрович   | 09.12.1975 - 10.01.1978 |
| 4     | Давыденко Николай Дмитриевич   | 10.01.1978 - 04.12.1985 |
| 5     | Малин Анатолий Васильевич      | 04.12.1985 - 28.12.1989 |
| 6     | Алексеенко Михаил Павлович     | 28.12.1989 - 27.12.1990 |
| 7     | Каирскаков Тельман Мубаракович | 27.12.1990 - 11.11.1991 |

### Список председателей исполнительных комитетов
| № п/п                                                                                              | Фамилия, имя, отчество          | Годы работы             |
| -------------------------------------------------------------------------------------------------- | ------------------------------- | ----------------------- |
| Председатели исполнительных комитетов Шахтинского городского Совета депутатов трудящихся           |                                 |                         |
| 1                                                                                                  | Тарлыков Павел Иванович         | 20.10.1961 - 19.01.1967 |
| 2                                                                                                  | Байдильдин Болат Абдрахманович  | Март 1967 - 13.04.1970  |
| 3                                                                                                  | Мурзалипов Каршига Мурзалипович | 13.04.1970 - 29.04.1975 |
| Председатели исполнительного комитета городского Совета народных депутатов (с 7 октября 1977 года) |                                 |                         |
| 1.                                                                                                 | Суважбаев Ахметгариф Низамович  | 1. - 21.09.1981         |
| 2.                                                                                                 | Кокушев Кайрулла Зикенович      | 1. - 27.03.1987         |
| 3.                                                                                                 | Воленберг Александр Эдуардович  | 14.05.1987 - 10.03.1992 |

### После 1991 года
| № п/п                                    | Фамилия, имя, отчество         | Годы работы              |
| ---------------------------------------- | ------------------------------ | ------------------------ |
| Главы Шахтинской городской администрации |                                |                          |
| 1                                        | Воленберг Александр Эдуардович | 14.03.1992 - 21.04.1995  |
| 2                                        | Орумбаев Галымжан Камалденович | 26.05.1994 - 31.09.1995  |
| Акимы города Шахтинска                   |                                |                          |
| 1                                        | Орумбаев Галымжан Камалденович | 06.10.1995 - 16.06.1997  |
| 2                                        | Жумабеков Болат Камзинович     | 16.06.1997 - 11.08.1998  |
| 3                                        | Чирков Владимир Николаевич     | 11.08.1998 - 18.07.2001  |
| 4                                        | Литвинов Юрий Михайлович       | 06.12.2001 - 13.03.2003  |
| 5                                        | Утешев Ерлан Амантаевич        | 13.03.2003 - 08.04.2003  |
| 6                                        | Воробьёв Александр Викторович  | 08.04.2003 - 17.05.2005  |
| 7                                        | Тулепов Нурлан Нарманбетович   | 18.05.2005 - 09.02.2009  |
| 8                                        | Утешев Ерлан Амантаевич        | 09.02.2009 - 19.01.2011г |
| 9                                        | Нагаспаев Ерсайын Каиргазиевич | 22.01.2011 - 29.01.2013  |
| 10                                       | Аглиулин Александр Минвалиевич | 18.03.2013 - 12.06.2015  |
| 11                                       | Аймаков Сержан Жанабекович     | 26.06.2015 - 26.04.2021  |
| 12                                       | Халтонов Аскербек Ибрагимович  | 26.04.2021 - 21.09.2022  |
| 13                                       | Кыдырганбеков Мурат Есетович   | с 21 сентября 2022       |

## Галерея

Фотографии города Шахтинска
Знак города на въезде
Городской автовокзал
Высотные дома на въезде в город
Восстановленный стадион
Фонтан «Дельфин» у «Юности»
Дом культуры  горняков
Юрты на улицах во время Дня Шахтёра

## Города-побратимы
- Раднево, Болгария (2005)[16]